# Église d'Ølstrup
L'église d'Ølstrup se situe dans la ville de Ringkøbing-Skjern au Danemark. Elle date de la fin du XIIe siècle et a probablement été construite vers 1180. Elle possédait un retable dit du Christ à Emmaüs, œuvre du peintre allemand Emil Nolde datant de 1904 et qui a été volé en mars 2014. Entre 1919 et 1939, ce tableau avait été remplacé par une copie d'une œuvre du peintre danois Carl Heinrich Bloch intitulée Le Christ au jardin de Gethsémani, mais le Christ à Emmaüs avait finalement été réintroduit à sa place d'origine.

## Galerie

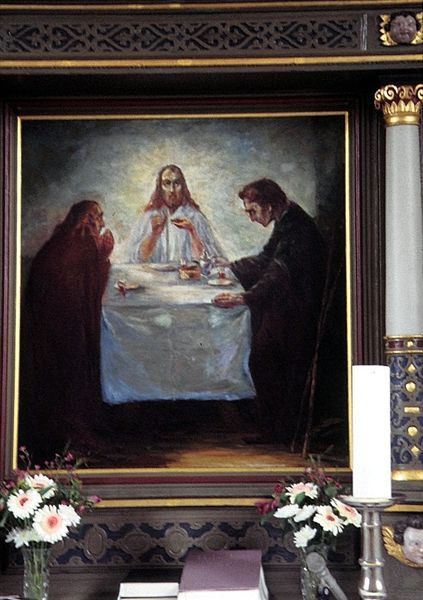
Emil Nolde, Christ à Emmaüs, 1904
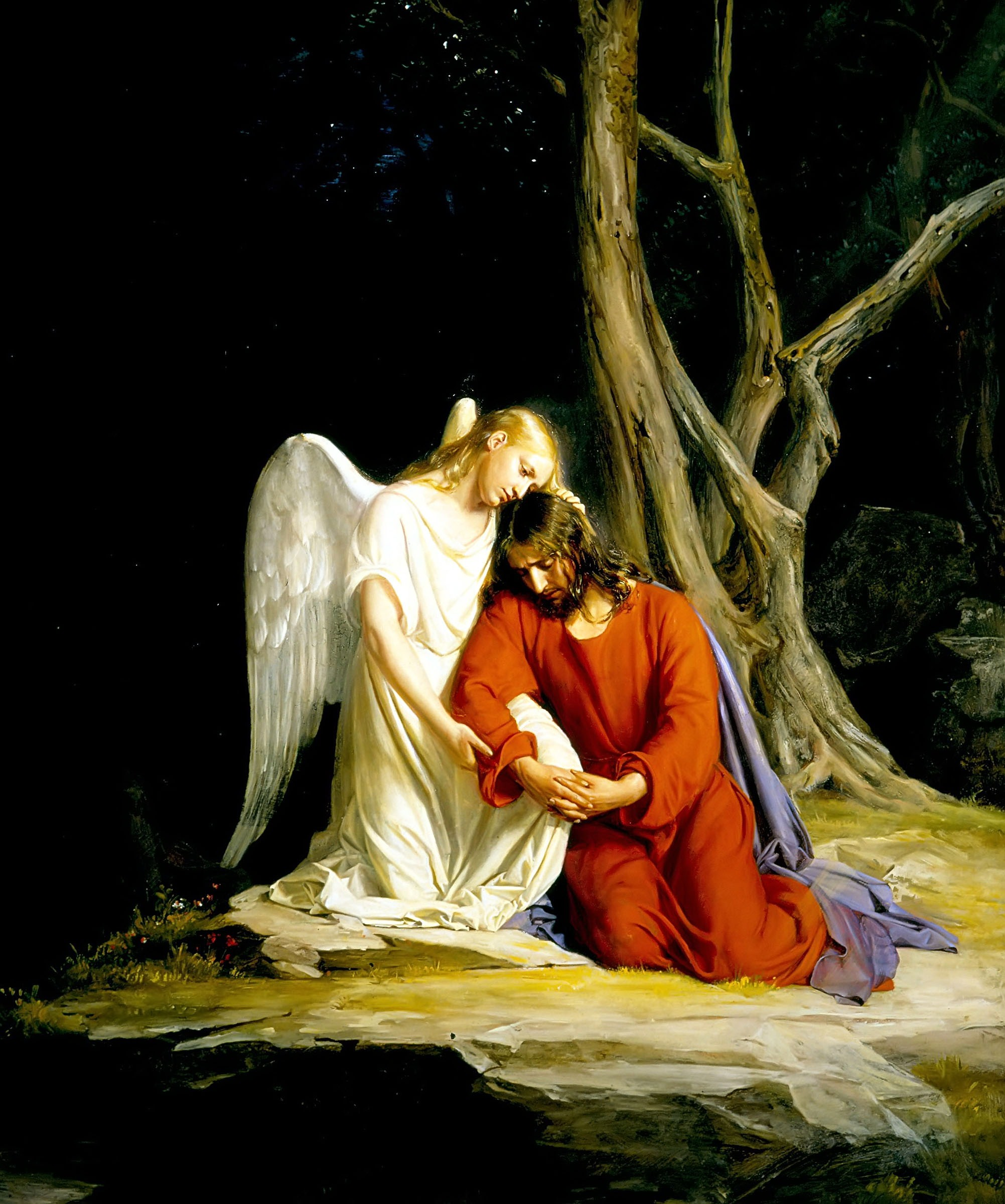
Carl Heinrich Bloch, Le Christ au jardin de Gethsémani, 1865-1879